# Alte Synagoge (Hagen)

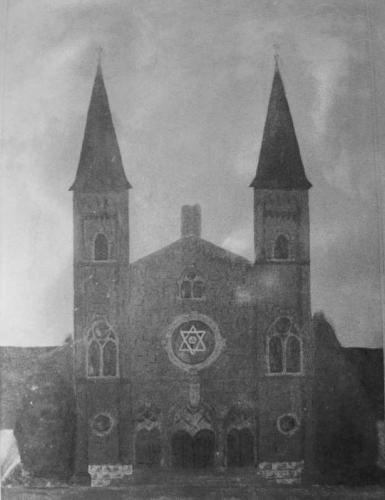
Alte Synagoge in Hagen

Die Alte Synagoge in Hagen, einer kreisfreien Großstadt im südöstlichen Teil des Ruhrgebiets, wurde 1858/59 errichtet und im Jahr 1895 umgebaut. Die Synagoge stand in der Potthofstraße.
Beim Novemberpogrom 1938 wurde die Synagoge zerstört. Im Jahr 1946 konstituierte sich die jüdische Kultusgemeinde neu, 1960 wurde eine neue Synagoge am alten Standort in der Potthofstraße 16 errichtet.
Am 16. September 2021 wurde zu Jom Kippur ein Sprengstoffanschlag auf die Synagoge vereitelt, nachdem ein ausländischer Nachrichtendienst vor einer Bedrohung durch einen 16-jährigen Syrer gewarnt hatte, der dann festgenommen wurde. Laut Herbert Reul war der Anschlag islamistisch motiviert.